# Eusynthemis guttata
Eusynthemis guttata – gatunek ważki z rodziny Synthemistidae.